# 高柳良一
高柳 良一（たかやなぎ りょういち、戸籍上の表記は髙栁 良一、1964年1月31日 - ）は日本の元俳優、元編集者で、角川書店、ニッポン放送を経て、2022年現在はニッポン放送の関連会社であるグレイプの取締役を務める。身長178cm。東京都出身。

## 人物・経歴
慶應義塾高等学校在学中の1981年に、角川春樹事務所が『ねらわれた学園』の制作で催した薬師丸ひろ子の相手役オーディションで、選出されて同作へ出演し、以後角川映画でヒロインの相手役を多く務めた。『時をかける少女』で未来人である深町一夫役を演じた際には、監督の大林宣彦は高柳にあえて「棒読み」調のセリフ回しをするよう演技指導したという。
1986年に、慶應義塾大学法学部政治学科卒業とともに俳優業を退いて角川書店に入社し、雑誌『野性時代』の編集などを担当した。宮脇俊三の『インド鉄道紀行』の取材に編集者として同行していた。1994年に角川書店を退社してニッポン放送に入社。2008年12月20日にフジテレビ系列で放送された『決定!!芸能界100人アンケート　今見たい聴きたいベストヒット!』の「もう一度会いたい俳優」のコーナーに出演。ニッポン放送の営業促進部で副部長を務めていると紹介される。2021年時点では、総務局総務部長を務めていた。
ニッポン放送入社後には雑誌『ログアウト』『ザ・スニーカー』などにエッセイを連載したこともある。
2011年5月7日に有楽町でおこなわれた『時をかける少女』の上映会後の大林宣彦と原田知世のトークイベントに客席から参加し、28年ぶりとなる3人の「3ショット」も披露した。2014年1月7日にフジテレビ系列で放送された『芸能人今でもスゴい!懐かしの100人すべて見せます生放送スペシャル！』に出演。2017年7月には、原田知世のデビュー35周年記念アルバムのライブショーにゲストとして登場し、原田に花束を渡した。複数の作品で共演した原田知世は「上京して出来た初めての友達」といえるほどに高柳を信頼している。
『時をかける少女』でも共演した角川映画の女優だった津田ゆかりと結婚したという情報がネット上で広まっているが誤りであり、樋口尚文氏の著書『「昭和」の子役　もうひとつの日本映画史』（2017年、国書刊行会）には、映画『ねらわれた学園』のクラスメート役の共演者と結婚したとあり、当時の2人の写真も掲載されている。。
俳優業からは引退して久しいが、樋口真嗣監督作品『新幹線大爆破』（2025年4月23日配信、Netflix）で、連結を切り離す機材を搬入する併走号ALFA-Xの運転士役として、39年ぶりの復帰を果たした。

## 出演作品

### 映画
すべて(旧)角川春樹事務所作品。
- ねらわれた学園（1981年7月公開、東宝） - 関耕児 役
- 時をかける少女（1983年7月公開、東映） - 深町一夫 役
- 里見八犬伝（1983年12月公開、東映） - 太田正春 役
- 少年ケニヤ（1984年3月公開、東映） - ワタル 役 ※アニメ
- 天国にいちばん近い島（1984年12月公開、東映） - タロウ・ワタナベ 役
- 友よ、静かに瞑れ（1985年6月公開、東映セントラルフィルム） - 小宮豊 役
- 彼のオートバイ、彼女の島（1986年4月公開、東宝） - 小川敬一 役
- キャバレー（1986年4月公開、東宝） - レストランウェイター 役

### 配信映画
- 新幹線大爆破（2025年4月23日配信、Netflix） - 併走号運転士 役[8]

### ドラマ
- セーラー服と機関銃（1982年、フジテレビ） - 渡辺周平 役
- ねらわれた学園（1982年、フジテレビ） - 関耕児 役
- 私は負けない!ガンと戦う少女（1983年、TBS）- 高村進 役
- アイコ17歳（1984年、TBS） - 塚田貞夫 役

### ラジオ
- KISS KISS シンドローム 渡辺典子・高柳良一 誰かが誰かに恋してる（1984年 - 1985年、ニッポン放送）

### ビデオクリップ
- あこがれ座〜NORIKO'85〜（1985年、日本コロムビア）

## 人間関係
慶應義塾高校時代に漢文の教師であった瞳みのる（人見豊）に映画出演の相談をしている。映画『時をかける少女』では岸部一徳演じる教員に深町一夫が漢文を習う場面があり、偶然にもザ・タイガースの元メンバー2人と「漢文の授業」という形で接することになった。
角川書店の編集者時代、担当編集者として鉄道紀行作家の宮脇俊三と共にインドへ鉄道旅行に赴いている。宮脇はこの時の旅行記を『インド鉄道紀行』として纏めており、同書で高柳のことを「物静かで、俳優経験者のようには、とうてい見えない」と述べている。
『時をかける少女』で共演した原田知世とは、2017年の時点でも家族ぐるみでの親交があるという。